# Marilynne Robinson
Marilynne Summers Robinson, född 26 november 1943, är en amerikansk författare. Hon har fått ett flertal priser för sitt författarskap, bland annat Pulitzerpriset för skönlitteratur 2005 och National Humanities Medal 2012. Hon kallades 2016 till teologie hedersdoktor av teologiska fakulteten vid Lunds universitet.

## Biografi
Robinson (född Summers) föddes och växte upp i Sandpoint, Idaho. Hon studerade vid Pembroke College, Brown University och University of Washington. Hon blev fil.dr i engelska vid University of Washington 1977. 
Robinson har skrivit fyra hyllade romaner: Housekeeping (1980), Gilead (2004), Home (2008) och Lila (2014). Housekeeping (1980) vann Hemingway Foundation/PEN Award för bästa debutroman och var nominerad till Pulitzerpriset för skönlitteratur., Gilead fick 2005 års Pulitzer Pris för skönlitteratur och Home fick 2009 års the Orange Prize för skölitteratur (UK). Både Gilead och Lila har fått National Book Critics Circle Award för skönlitteratur.
Robinson har även skrivit Mother Country: Britain, the Welfare State, and Nuclear Pollution (1989) och The Death of Adam: Essays on Modern Thought (1998). Hon har skrivit artiklar och bokrecensioner för Harper's Magazine, The Paris Review och The New York Times Book Review.
Hon har varit gästlärare och gästföreläsare vid ett flertal universitet, bland andra University of Kent, University of Massachusetts, Yale University och University of Oxford. Robinson har fått hedersutnämningar vid ett flertal universitet, bland annat utnämndes hon 2012 till hedersdoktor vid Brown University.  
Idag undervisar Marilynne Robinson vid Iowa Writers' Workshop.

## Priser och utmärkelser
- 1982 – Hemingway Foundation/PEN Award för bästa debutroman för Housekeeping
- 1999 – PEN/Diamonstein-Spielvogel Award for the Art of the Essay för The Death of Adam
- 2004 – National Book Critics Circle Award för skönlitteratur för Gilead
- 2005 – Pulitzerpriset för skönlitteratur för Gilead
- 2005 – Ambassador Book Award för Gilead
- 2008 – Los Angeles Times Book Prize för skönlitteratur för Home
- 2009 – Orangepriset för Home
- 2011 och 2013 – Nominerad till Man Booker International Prize
- 2012 – Hedersdoktor vid Brown University
- 2012 – National Humanities Medal för sitt författarskap
- 2014 – National Book Critics Circle Award för Lila
- 2015 – Teologie hedersdoktor vid Lunds universitet